# Liberal Democratici Gallesi
I Liberal Democratici Gallesi (in inglese Welsh Liberal Democrats, in gallese Democratiaid Rhyddfrydol Cymru) costituiscono la parte dei Liberal Democratici del Regno Unito che opera nel Galles. Il partito è guidato da Jane Dodds, che è stata deputata per il collegio di Brecon and Radnorshire dall'agosto 2019 fino alle elezioni generali dello stesso anno. Il partito ha un deputato al Parlamento gallese e non conta alcun seggio gallese alla Camera dei comuni del Regno Unito.

## Struttura

### Leader
| N°             | Immagine | Leader          | Inizio mandato    | Fine mandato    |
| -------------- | -------- | --------------- | ----------------- | --------------- |
| 1              |          | Richard Livsey  | 1988              | 1992            |
| 2              |          | Alex Carlile    | 1992              | 1997            |
| (1)            |          | Richard Livsey  | 1997              | 2001            |
| 3              |          | Lembit Öpik     | 17 settembre 2001 | 13 ottobre 2007 |
| 4              |          | Mike German     | 13 ottobre 2007   | 8 dicembre 2008 |
| 5              |          | Kirsty Williams | 8 dicembre 2008   | 6 maggio 2016   |
| 6              |          | Mark Williams   | 7 maggio 2016     | 16 giugno 2017  |
| (5) ad interim |          | Kirsty Williams | 16 giugno 2017    | 3 novembre 2017 |
| 7              |          | Jane Dodds      | 3 novembre 2017   | in carica       |

### Funzionari politici
- Presidente: Paula Yates
- Vicepresidente: Monica French
- Leader: Jane Dodds
- Vice leader (Westminster): Christine Humphreys

### Ala giovanile
L'ala giovanile del partito sono i Welsh Young Liberals.
- Presidente: Harvey Jones

## Risultati elettorali

### Elezioni al Parlamento del Regno Unito
| Anno       | Percentuale di voti | Seggi   |
| ---------- | ------------------- | ------- |
| 1900       | 58,5%               | 27 / 34 |
| 1906       | 60,2%               | 32 / 34 |
| Gen 1910   | 52,3%               | 27 / 34 |
| Dic 1910   | 47,9%               | 26 / 34 |
| 1918       | 48,9%               | 20 / 35 |
| 1922       | 34,2%               | 10 / 35 |
| 1923       | 35,4%               | 11 / 35 |
| 1924       | 31,0%               | 10 / 35 |
| 1929       | 33,5%               | 9 / 35  |
| 1931       | 21,5%               | 8 / 35  |
| 1935       | 23,2%               | 9 / 35  |
| 1945       | 14,9%               | 6 / 35  |
| 1950       | 12,6%               | 5 / 36  |
| 1951       | 7,6%                | 3 / 36  |
| 1955       | 7,3%                | 3 / 36  |
| 1959       | 5,3%                | 2 / 36  |
| 1964       | 7,3%                | 2 / 36  |
| 1966       | 6,3%                | 1 / 36  |
| 1970       | 6,8%                | 1 / 36  |
| 1974 (Feb) | 16,0%               | 2 / 36  |
| 1974 (Ott) | 15,5%               | 2 / 36  |
| 1979       | 10,6%               | 1 / 36  |
| 1983       | 23,2%               | 2 / 38  |
| 1987       | 10,7%               | 3 / 38  |
| 1992       | 12,4%               | 1 / 38  |
| 1997       | 12,3%               | 2 / 40  |
| 2001       | 13,8%               | 2 / 40  |
| 2005       | 18,4%               | 4 / 40  |
| 2010       | 20,1%               | 3 / 40  |
| 2015       | 6,5%                | 1 / 40  |
| 2017       | 4,5%                | 0 / 40  |
| 2019       | 6,0%                | 0 / 40  |
| 2024       | 6,5%                | 1 / 32  |

### Elezioni al Parlamento gallese
| Anno | Percentuale (collegi) | Percentuale (liste) | Seggi   | Posizione | Esito                 |
| ---- | --------------------- | ------------------- | ------- | --------- | --------------------- |
| 1999 | 13,5%                 | 12,5%               | 6 / 60  | Quarto    | Governo di coalizione |
| 2003 | 14,1%                 | 12,7%               | 6 / 60  | Quarto    | Opposizione           |
| 2007 | 14,8%                 | 11,7%               | 12 / 60 | Quarto    | Opposizione           |
| 2011 | 10,6%                 | 8,0%                | 5 / 60  | Quarto    | Opposizione           |
| 2016 | 7,7%                  | 6,5%                | 1 / 60  | Quinto    | Governo di coalizione |
| 2021 | 4,88%                 | 4,34%               | 1 / 60  | Quarto    | Opposizione           |